# کریستوفر لی
سِر کریستوفر فرنک کاراندینی لی CBE، CStJ (انگلیسی: Sir Christopher Frank Carandini Lee؛ ۲۷ مهٔ ۱۹۲۲ – ۷ ژوئن ۲۰۱۵) بازیگر، نویسنده و خوانندهٔ انگلستانی بود. لی با فعالیتی نزدیک به هفت دهه، به‌دلیل بازی در نقش افراد شرور مشهور بود. او با بازی در نقش کنت دراکولا در هفت فیلم ترسناک همر شناخته شد و در نهایت نه بار در کل این نقش را ایفا کرد. از دیگر نقش‌های قابل توجه او می‌توان به فرانسیسکو اسکارامانگا در مردی با طپانچه طلایی (۱۹۷۴)، کنت دوکو در جنگ ستارگان: قسمت دوم – حمله کلون‌ها (۲۰۰۲) و جنگ ستارگان: قسمت سوم – انتقام سیت (۲۰۰۵) و سارومان در سه‌گانهٔ فیلم‌های ارباب حلقه‌ها (۲۰۰۱–۲۰۰۳) و هابیت (۲۰۱۲–۲۰۱۴) اشاره کرد.
لی در سال ۲۰۰۹ به‌پاس خدماتش در نمایش و خیریه عنوان شوالیه را کسب کرد. او در سال ۲۰۱۱ بفتا فلوشیپ و در سال ۲۰۱۳ بی‌اف‌ای فلوشیپ را نیز کسب کرد. او بارها در کنار دوستش پیتر کوشینگ در بسیاری از فیلم‌های ترسناک ظاهر شد و در اواخر دوران حرفه‌ای خود در پنج فیلم تیم برتون ایفای نقش کرد. لی که همیشه به‌عنوان بازیگری با صدای عمیق و قوی‌اش شناخته می‌شد، به‌دلیل توانایی خوانندگی و ضبط قطعات مختلف اپرا و موسیقی بین سال‌های ۱۹۸۶ تا ۱۹۹۸ مشهور بود و در پی همکاری با چندین گروه متال از سال ۲۰۰۵، در سال ۲۰۱۰ آلبومی سمفونیک متال به‌نام شارلمانی: با شمشیر و صلیب را ضبط کرد.
لی پیش از بازیگری در نیروی هوایی سلطنتی بریتانیا به عنوان یک افسر اطلاعاتی خدمت می‌کرد. او پس از خدمت در جنگ جهانی دوم، وی در سال ۱۹۴۶ با درجه ستوان پرواز بازنشسته شد. او در سال ۱۹۶۱ ازدواج کرد و یک فرزند نیز دارد. لی در سال ۲۰۰۱ به‌پاس خدماتش در نمایش به مقام فرماندهٔ والای امپراتوری بریتانیا منصوب شد.

## ابتدای زندگی و خانواده
کریستفر لی در ۲۷ مه ۱۹۲۲ در بلگریویای لندن، انگلستان متولد شد. پدرش «کلنل جفری ترولوپه لی» عضو شصتمین دسته تفنگداران سلطنتی پادشاهی و مادرش «کنتس استل ماری کاراندینی دی سارزانو» از زیبارویان بنام دوران ادوارد بود. لی در مدرسهٔ ابتدایی سامر فیلدز تحصیل کرد و سپس بورس تحصیل در کالج ایتون و کالج ولینگتون به او تعلق گرفت. پس از فارغ‌التحصیلی به عنوان پیام‌رسان در لندن مشغول به کار شد و در زمان جنگ جهانی دوم به خدمت نیروی هوایی سلطنتی درآمده و به پاس خدمات شایانش شایسته دریافت مدال شناخته شد و به ردهٔ ستوانی ارتقاء درجه یافت. کریستوفر لی همچنین به هشت زبان دنیا مسلط بود.

## زندگی هنری

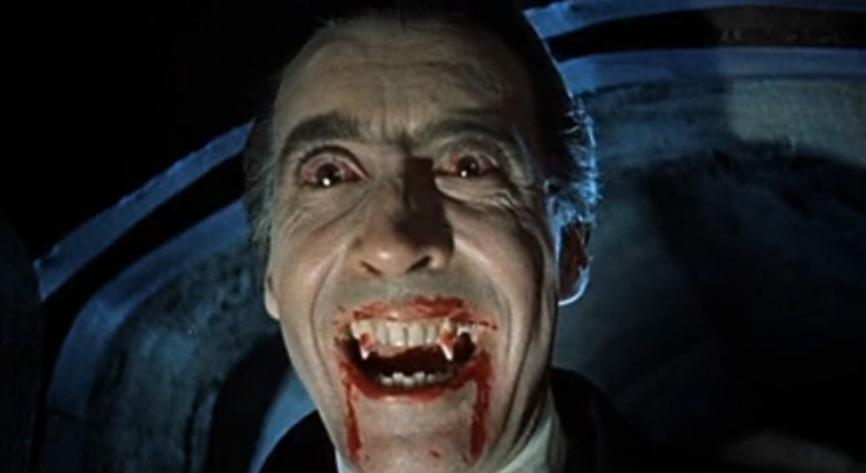
دراکولا ح. ۱۹۵۸

پس از پایان جنگ و در سال ۱۹۴۷ وارد حیطهٔ فیلم و سینما شد و برای مدتی با سازمان رنک قرارداد بست. اولین فیلم او دالان آینه نام داشت که در ۱۹۴۸ ساخته شد. پس از آن حضوری کوتاه در هملت لورنس اولیویه داشت.
لی در طول دهه ۵۰ در نقش‌های تلویزیونی و سینمایی بسیاری ظاهر شد که موفقیتی برایش در پی نداشتند ولی پس از عقد قرار داد با کمپانی همر فیلم پروداکشنز و ایفای نقش در دراکولا در ۱۹۵۹ از سری فیلم‌های گونه وحشت این کمپانی سرانجام به معروفیت دست یافت.
کریستوفر لی در طول دهه ۶۰ و اوایل دهه ۷۰ همچنان در نقش دراکولا و در دنباله‌هایی برای آن ظاهر می‌شد و در همین زمان نقش فو منچو را نیز در چندین فیلم مربوط به این شخصیت همچون چهره فو منچو و خون فو منچو بازی کرد ولی در ادامه او که از ایفای نقش‌های ترسناک خسته شده بود با بازی در فیلم‌هایی همچون زندگی خصوصی شرلوک هلمز (۱۹۷۰)، سه تفنگدار (۱۹۷۳) و فیلم جیمز باندی مرد تپانچه طلایی (۱۹۷۴) اقدام به گسترش محدوده بازیگری خود نمود. موفقیت این فیلم‌ها سبب شد تا لی به هالیوود عزیمت کند ولی موفقیت چندانی در آنجا به دست نیاورد و به انگلیس بازگشت. با شروع قرن جدید کریستوفر لی بار دگر مورد توجه همگانی قرار گرفت. او در نقش رامسس یکم در مینی سریال در آغاز، ایفای نقش کرد.

لی نقش سارومان را در سه‌گانه موفق ارباب حلقه‌ها و سه‌گانه هابیت ساختهٔ پیتر جکسون بازی کرد و در دومین اپیزود از جنگ ستارگان با نام حملهٔ کلون‌ها (۲۰۰۲) در نقش کنت دوکو ظاهر شد.
وی در فیلم کاروان‌ها (فیلم ۱۹۷۸) (۱۹۷۸) که در ایران ساخته شده در کنار بهروز وثوقی و آنتونی کویین ایفای نقش نموده‌است.
لی دارنده نشان فرمان مقدس سنت جان بود و در سال ۲۰۰۱ نیز نشان فرمان امپراتوری بریتانیا را به پاس خدماتش در صنعت سینما و تلویزیون دریافت نمود. او همچنین مقام شوالیه را در سال ۲۰۰۹ و در طی جشن تولد الیزابت دوم، شهبانوی پادشاهی متحده دریافت کرده بود. علاوه بر این نام کریستوفر لی به‌خاطر داشتن قد ۶ فوت و ۵ اینچی (۱۹۵ سانتی‌متر)، به عنوان بلند قامت‌ترین هنرپیشه نقش اول مرد در کتاب رکوردهای جهانی گینس به ثبت رسیده‌است.

## زندگی خصوصی
در ۱۷ مارس ۱۹۶۱ با بیرژیت (گیته) کرونکه، مدل و نقاش دانمارکی، ازدواج کرد و از او صاحب فرزند دختری به نام کریستینا اریکا شد. این ازدواج تا زمان مرگ وی ادامه یافت.

## درگذشت
کریستوفر لی به علت مشکلات تنفسی و ناراحتی قلبی در ۷ ژوئن ۲۰۱۵ در سن ۹۳ سالگی در بیمارستان چلسی و وست مینستر لندن درگذشت.

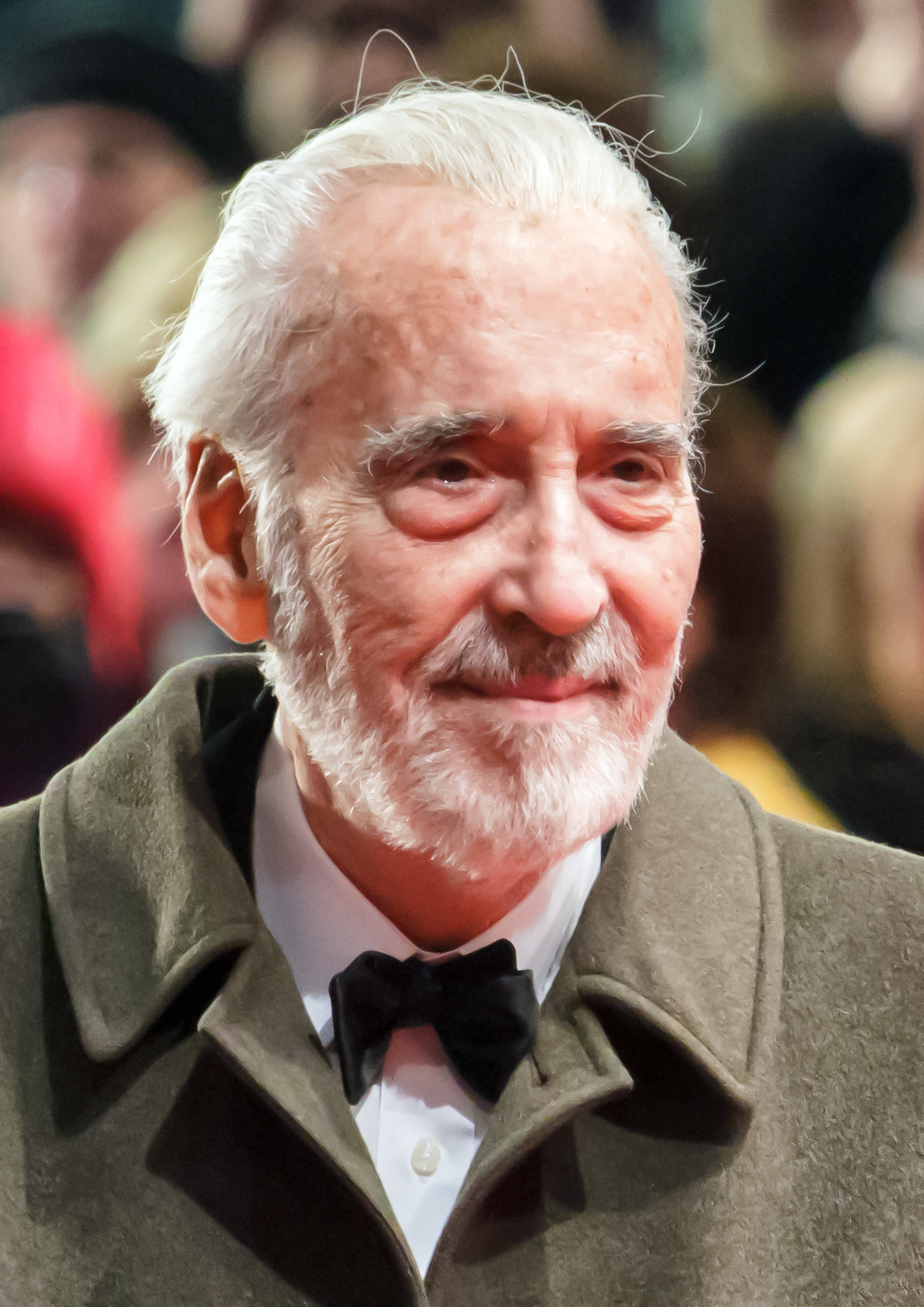
250×250px

## جوایز و نشان‌ها و افتخارات
- ۱۹۷۹ - نامزد دریافت جایزه ساترن بهترین هنرپیشه مرد از آکادمی فیلم‌های علمی-تخیلی، خیال‌پردازی و ترسناک آمریکا - مرد ترکه‌ای (۱۹۷۳)
- ۱۹۸۰ - نامزد دریافت جایزه ساترن بهترین هنرپیشه مرد از آکادمی فیلم‌های علمی-تخیلی، خیال‌پردازی و ترسناک آمریکا - ماجراجویی‌های عربی (۱۹۷۹)
- ۱۹۸۳ - برنده جایزه کایزا دو کاتالونیای بهترین بازیگر مرد جشنواره بین‌المللی فیلم کاتالونیا - خانه سایه‌های بلند (۱۹۸۳) - به‌طور مشترک با وینسنت پرایس، پیتر کوشینگ و جان کارادین
- ۱۹۸۴ - برنده جایزه بین‌المللی فیلم خیال‌پردازی بهترین هنرپیشه مرد جشنواره فانتاسپورتو برای خدمات ارزنده‌اش در گونه فیلم‌های خیال‌پردازی
- ۲۰۰۲ - برنده جایزه ویژه یک عمر فعالیت هنری جوایز فیلم بریتانیایی ایونینگ استاندارد
- ۲۰۰۲ - نامزد دریافت جایز فیلم ام تی وی بهترین فرد شرور - ارباب حلقه‌ها: یاران حلقه (۲۰۰۱)
- ۲۰۰۲ - نامزد دریافت جایزه فیلم ام تی وی بهترین مبارزه (به‌طور مشترک با ایان مکلن) - ارباب حلقه‌ها: یاران حلقه (۲۰۰۱) - مبارزه سارومان با گاندالف
- ۲۰۰۲ - برنده جایزه بهترین گروه بازیگران انجمن منتقدین فیلم فیلم فینیکس - ارباب حلقه‌ها: یاران حلقه (۲۰۰۱) - مشترک با دیگر بازیگران این فیلم
- ۲۰۰۲ - نامزد دریافت جایزه صنف بازیگران سینما برای بهترین گروه نمایش - ارباب حلقه‌ها: یاران حلقه (۲۰۰۱) - مشترک با دیگر بازیگران این فیلم
- ۲۰۰۳ - برنده جایزه فیلم ام تی وی بهترین مبارزه - جنگ ستارگان: اپیزود دوم - حمله کلون‌ها (۲۰۰۲) - مبارزه دوکو با یودا
- ۲۰۰۳ - برنده جایزه بهترین گروه بازیگران انجمن آنلاین منتقدین فیلم - ارباب حلقه‌ها: دو برج (۲۰۰۲) - مشترک با دیگر بازیگران این فیلم
- ۲۰۰۳ - برنده جایزه بهترین گروه بازیگران انجمن منتقدین فیلم فیلم فینیکس - ارباب حلقه‌ها: دو برج (۲۰۰۲) - مشترک با دیگر بازیگران این فیلم
- ۲۰۰۳ - نامزد دریافت جایزه صنف بازیگران سینما برای بهترین گروه نمایش - ارباب حلقه‌ها: دو برج (۲۰۰۲) - مشترک با دیگر بازیگران این فیلم
- ۲۰۰۳ - برنده جایزه گنجینه زنده جوایز منتقدین فیلم سیاتل

و دارندهٔ نشان فرمان امپراتوری بریتانیا (CBE) و نشان فرمان مقدس سنت جان (CStJ) بود.

## گزیدهٔ نقش‌آفرینی‌ها
| سال  | نام فیلم                             | نقش                                    | توضیحات                                     |
| ---- | ------------------------------------ | -------------------------------------- | ------------------------------------------- |
| ۱۹۴۸ | دالان آینه                           | چارلز                                  |                                             |
| ۱۹۴۸ | هملت                                 | نیزه‌دار                                | بدون ذکر نام                                |
| ۱۹۴۸ | اسکات از قطب جنوب                    |                                        |                                             |
| ۱۹۵۰ | پیش‌درآمدی بر معروفیت                 | خبرنگار                                |                                             |
| ۱۹۵۱ | دره عقاب‌ها                           | کارآگاه هولت                           |                                             |
| ۱۹۵۱ | کجا می‌روی                            |                                        |                                             |
| ۱۹۵۱ | کاپیتان هوراسیو هورن‌بلوئر            | ناخدای اسپانیایی                       |                                             |
| ۱۹۵۲ | اطلاعات طبقه‌بندی‌شده                  |                                        |                                             |
| ۱۹۵۲ | مولن روژ                             | ژرژ سورا                               | بدون ذکر نام                                |
| ۱۹۵۳ | بیگناهان پاریس                       | ستوان ویتلاک                           | بدون ذکر نام                                |
| ۱۹۵۳ | تعطیلات موسیو اولو                   |                                        |                                             |
| ۱۹۵۴ | مقصد میلان                           | سونسون                                 |                                             |
| ۱۹۵۵ | آن بانو                              |                                        |                                             |
| ۱۹۵۵ | تقاطع                                | روح                                    |                                             |
| ۱۹۵۵ | طوفان بر فراز نیل                    | کاراگا پاشا                            |                                             |
| ۱۹۵۶ | پیشروی سرباز                         |                                        |                                             |
| ۱۹۵۶ | پورت آفریک                           | فرانتز ورمه                            |                                             |
| ۱۹۵۶ | اسکندر کبیر                          |                                        |                                             |
| ۱۹۵۶ | نبرد رود پلاته                       |                                        |                                             |
| ۱۹۵۷ | خائن                                 | دکتر نیومن                             |                                             |
| ۱۹۵۷ | نفرین فرانکشتاین                     | موجود                                  |                                             |
| ۱۹۵۷ | پیروزی تلخ                           |                                        |                                             |
| ۱۹۵۷ | حقیقت زنان                           | فرانسوا                                |                                             |
| ۱۹۵۸ | داستان دو شهر                        | مارکیز سنت اورموند                     |                                             |
| ۱۹۵۸ | دراکولا                              | کنت دراکولا                            |                                             |
| ۱۹۵۸ | دالان خون                            | جو                                     |                                             |
| ۱۹۵۹ | سگ باسکرویل                          | سر هنری                                |                                             |
| ۱۹۵۹ | مردی که مرگ را فریب داد              | دکتر پیر ژرارد                         |                                             |
| ۱۹۵۹ | مومیایی                              | مومیایی                                |                                             |
| ۱۹۵۹ | دوران سخت خون‌آشام                    | بارون رودریکو دو فرانکورتن             | محصول ایتالیا                               |
| ۱۹۶۰ | شهر مردگان                           | پروفسور آلن دریسکول                    |                                             |
| ۱۹۶۰ | دو روی دکتر جکیل                     | پل آلن                                 |                                             |
| ۱۹۶۱ | طعم ترس                              | دکتر پیر ژرارد                         |                                             |
| ۱۹۶۱ | نرگس شیطانی                          | لینگ چو                                | محصول مشترک آلمان غربی و انگلستان           |
| ۱۹۶۲ | معمای ارکیده قرمز                    | کاپیتان آلرمان                         | محصول آلمان                                 |
| ۱۹۶۲ | دزدان دریایی رودخانه خونین           | کاپیتان لاروش                          |                                             |
| ۱۹۶۲ | نماینده شیطان                        | بارون فون استاب                        |                                             |
| ۱۹۶۲ | شرلوک هلمز و گردنبند مرگبار          | شرلوک هلمز                             | محصول مشترک فرانسه، ایتالیا و آلمان غربی    |
| ۱۹۶۳ | شلاق و بدن                           | کورت منلیف                             | محصول مشترک فرانسه و ایتالیا                |
| ۱۹۶۴ | دزدان دریایی کشتی شیطان              | ناخدا روبلز                            |                                             |
| ۱۹۶۵ | خانه وحشت دکتر ترور                  | فرانکلین مارش                          |                                             |
| ۱۹۶۵ | شی                                   |                                        |                                             |
| ۱۹۶۵ | ده سرخ‌پوست کوچولو                    | صدای آقای اوئن                         | بدون ذکر نام                                |
| ۱۹۶۵ | چهره فو منچو                         | دکتر فو منچو                           |                                             |
| ۱۹۶۶ | نمایش مرگ                            | فیلیپ داروا                            |                                             |
| ۱۹۶۶ | دراکولا شاهزاده تاریکی               | کنت دراکولا                            |                                             |
| ۱۹۶۶ | راسپوتین کشیش دیوانه                 | گریگوری راسپوتین                       |                                             |
| ۱۹۶۷ | پنج اژدهای طلایی                     | اژدهای شماره ۴                         |                                             |
| ۱۹۶۷ | انتقام فو مانچو                      | دکتر فو مانچو                          |                                             |
| ۱۹۶۸ | حوا                                  |                                        |                                             |
| ۱۹۶۸ | نفرین محراب سرخ                      | مورلی                                  |                                             |
| ۱۹۶۸ | تبار فو مانچو                        | دکتر فو مانچو                          |                                             |
| ۱۹۶۸ | تاب‌آوردن شیطان                       | دوک ریشلو                              |                                             |
| ۱۹۶۸ | دراکولا از گور برخاسته‌است            | دراکولا                                |                                             |
| ۱۹۶۹ | جعبه مستطیل                          | دکتر جی. نیوهارت                       |                                             |
| ۱۹۶۹ | قلعه فو مانچو                        | دکتر فو مانچو                          |                                             |
| ۱۹۶۹ | مسیحی جادویی                         |                                        |                                             |
| ۱۹۷۰ | کنت دراکولا                          |                                        |                                             |
| ۱۹۷۰ | ژولیوس سزار                          | آرتمیدوروس                             |                                             |
| ۱۹۷۰ | اوژنی                                | دولمانچی                               |                                             |
| ۱۹۷۰ | زندگی خصوصی شرلوک هولمز              | مایکرافت هولمز                         |                                             |
| ۱۹۷۰ | قاضی خونخوار                         |                                        |                                             |
| ۱۹۷۰ | زخم‌های دراکولا                       | دراکولا                                |                                             |
| ۱۹۷۱ | من، هیولا                            | دکتر چارلز مارلو / ادوارد بلیک         |                                             |
| ۱۹۷۱ | هانی کولدر                           |                                        |                                             |
| ۱۹۷۲ | دراکولا ۱۹۷۲                         | دراکولا                                |                                             |
| ۱۹۷۳ | فرامین شیطانی دراکولا                | کنت دراکولا                            |                                             |
| ۱۹۷۳ | قطار سریع‌السیر وحشت                  | سر الکساندر ساکستون                    |                                             |
| ۱۹۷۳ | مرد حصیری                            |                                        |                                             |
| ۱۹۷۳ | سه تفنگدار                           | راشفورت                                |                                             |
| ۱۹۷۴ | چهار تفنگدار                         | راشفورت                                |                                             |
| ۱۹۷۴ | مردی با طپانچه طلایی                 | فرانسیسکو اسکرامانگا                   |                                             |
| ۱۹۷۶ | نیروی مرگبار                         | سرگرد چیلتون                           |                                             |
| ۱۹۷۶ | فرزند شیطان                          | پدر مایکل رینر                         |                                             |
| ۱۹۷۶ | آلبینو                               |                                        |                                             |
| ۱۹۷۶ | دراکولای پدر و پسر                   | کنت دراکولا                            |                                             |
| ۱۹۷۷ | فرودگاه ۷۷                           | مارتین والاس                           |                                             |
| ۱۹۷۷ | پایان دنیا                           | پدر پرگادو                             |                                             |
| ۱۹۷۸ | بازگشت از کوهستان ویچ                | ویکتور                                 |                                             |
| ۱۹۷۸ | کاروان‌ها                             | صادق خان                               | محصول مشترک ایران و آمریکا                  |
| ۱۹۷۹ | گذرگاه                               | کولی                                   |                                             |
| ۱۹۷۹ | خیال‌پردازی فندق‌شکن                   | عمو دروسلمیر، خواننده خیابانی، ساعت‌ساز | فیلم انیمیشن                                |
| ۱۹۷۹ | کاپیتان آمریکا ۲: مرگ زودهنگام       | میگوئل                                 | فیلم تلویزیونی                              |
| ۱۹۷۹ | ۱۹۴۱                                 |                                        |                                             |
| ۱۹۸۰ | روزی روزگاری یک جاسوس                | مارکوس والریوم                         | فیلم تلویزیونی                              |
| ۱۹۸۱ | چشم در برابر چشم                     | مورگان کنفیلد                          |                                             |
| ۱۹۸۱ | سارقان زمان                          |                                        |                                             |
| ۱۹۸۲ | چارلز و دایانا: یک داستان عشق سلطنتی | شاهزاده فیلیپ                          |                                             |
| ۱۹۸۲ | آخرین تک‌شاخ                          | شاه هاگارد                             | فیلم انیمیشن                                |
| ۱۹۸۳ | خانه سایه‌های بلند                    | کوریگان                                |                                             |
| ۱۹۸۴ | هتل رزباد بیچ                        | کلیفورد کینگ                           |                                             |
| ۱۹۸۵ | نقاب کشتن                            | سربازرس جاناتان ریچ                    |                                             |
| ۱۹۸۷ | دختر                                 | پیتر استورم                            |                                             |
| ۱۹۸۷ | ژوک‌ها                                | رئیس‌جمهور وایت                         |                                             |
| ۱۹۸۸ | مأموریت شوم                          | لوئیس مورِل                             |                                             |
| ۱۹۸۷ | سرزمینی در دوردست                    | کاتو                                   | محصول مشترک سوئد، نروژ و اتحاد جماهیر شوروی |
| ۱۹۸۹ | سقوط عقاب‌ها                          | والتر اشتراوس                          |                                             |
| ۱۹۸۹ | بازگشت سه تفنگدار                    | راشفورت                                |                                             |
| ۱۹۸۹ | انقلاب فرانسه                        |                                        |                                             |
| ۱۹۸۹ | داستان قتل                           | ویلارد هوپ                             |                                             |
| ۱۹۹۰ | گرملین‌ها ۲: گروه جدید                |                                        |                                             |
| ۱۹۹۰ | دزد رنگین‌کمان                        | عمو رودولف                             |                                             |
| ۱۹۹۰ | جزیره گنج                            | مرد نابینا                             |                                             |
| ۱۹۹۱ | واقعه آبشار ویکتوریا                 | شرلوک هلمز                             |                                             |
| ۱۹۹۲ | جک‌پات                                | سدریک                                  |                                             |
| ۱۹۹۲ | کابوتو                               | شاه فیلیپ                              |                                             |
| ۱۹۹۳ | قطار مرگبار                          | ژنرال کنستانتین بنین                   |                                             |
| ۱۹۹۴ | دانشکده پلیس: مأموریت مسکو           | فرمانده الکساندرئی نیکولایویچ راکوف    |                                             |
| ۱۹۹۵ | موسی                                 | رامسس                                  | فیلم تلویزیونی                              |
| ۱۹۹۶ | احمق‌ها                               | فرستنده شیطانی                         |                                             |
| ۱۹۹۷ | ادیسه                                | تئیریاس                                | مینی‌سریال تلویزیونی                         |
| ۱۹۹۷ | موسیقی سول                           | مرگ                                    | انیمیشن                                     |
| ۱۹۹۸ | افسانه مومیایی                       | سر ریچارد تورکل                        |                                             |
| ۱۹۹۸ | جناح                                 | محمدعلی جناح                           |                                             |
| ۱۹۹۹ | اسلیپی هالو                          | برگومستر                               |                                             |
| ۲۰۰۰ | در آغاز                              | رامسس اول                              | فیلم تلویزیونی                              |
| ۲۰۰۱ | ارباب حلقه‌ها: یاران حلقه             | سارومان                                |                                             |
| ۲۰۰۲ | جنگ ستارگان: قسمت دوم - حمله کلون‌ها  | کنت دوکو / دارت تایرانوس               |                                             |
| ۲۰۰۲ | ارباب حلقه‌ها: دو برج                 | سارومان                                |                                             |
| ۲۰۰۳ | ارباب حلقه‌ها: بازگشت پادشاه          | سارومان                                |                                             |
| ۲۰۰۴ | رودخانه‌های سرخ ۲: فرشتگان آخرالزمان  |                                        |                                             |
| ۲۰۰۵ | جنگ ستارگان اپیزود سوم: انتقام سیت   | کنت دوکو                               |                                             |
| ۲۰۰۵ | چارلی و کارخانه شکلات‌سازی            | دکتر ویلبر وانکا                       |                                             |
| ۲۰۰۵ | عروس مرده                            | پاستور گالسولز                         | انیمیشن                                     |
| ۲۰۰۵ | پاپ ژان پل دوم                       | کاردینال استفان ویزینسکی               | فیلم تلویزیونی                              |
| ۲۰۰۷ | قطب‌نمای طلایی                        | عضو ارشد شورا                          |                                             |
| ۲۰۰۸ | رنگ جادو                             | مرگ                                    | صدا                                         |
| ۲۰۰۸ | جنگ ستارگان: جنگ‌های کلون             | کنت دوکو                               |                                             |
| ۲۰۰۹ | بوگی ووگی                            | آلفرد راینگلد                          |                                             |
| ۲۰۰۹ | تریاژ                                | ژواکین موراله                          |                                             |
| ۲۰۱۰ | آلیس در سرزمین عجایب                 | اژدهای وراج                            | صدا                                         |
| ۲۰۱۰ | برک و هیر                            |                                        |                                             |
| ۲۰۱۱ | فصل جادوگری                          | کاردینال دامبروآ                       |                                             |
| ۲۰۱۱ | هوگو                                 | موسیو لابیس                            |                                             |
| ۲۰۱۲ | سایه‌های سیاه                         |                                        |                                             |
| ۲۰۱۲ | هابیت: یک سفر غیرمنتظره              | سارومان                                |                                             |
| ۲۰۱۳ | قطار شبانه لیسبون                    | پدر جوانی بارتولومئو                   |                                             |
| ۲۰۱۳ | دختری از ناگاساکی                    |                                        |                                             |
| ۲۰۱۴ | هابیت: نبرد پنج سپاه                 | سارومان                                |                                             |
| ۲۰۱۷ | شکار جانور شگفت‌انگیز                 |                                        |                                             |